# 翦伯赞
翦伯赞（1898年4月14日—1968年12月18日），名象时，字伯赞，以字行，男，维吾尔族，湖南桃源人，中国馬克思主義历史学家，与范文澜一起系统地应用马克思主义方法，重新解释了中国历史，是中国马克思主义历史学的主要奠基人之一。曾参与北伐战争，中国国民党清党后，在历史学家吕振羽等人影响下，开始用马克思主义观点研究中国社会和历史问题。五四运动以后被称为史学界的“马列五老”之一，与郭沫若、吕振羽、侯外庐、范文澜并称为当时的马克思主义史学的代表人物。文化大革命期間自殺前，曾任北京大学副校长（1952年至1968年）、历史系主任。

## 生平

### 家世
翦伯赞的祖先是畏兀兒人哈勒巴士。明初，朱元璋册封哈勒八士为“荆襄都督”，赐姓“翦”，把义女杜叶公主赐给哈勒八士为妻。1373年，哈勒八士被封为镇南定国将军，加太子太保衔，在湖广的辰州、常德一带镇守。翦氏传至第七代时因事被革去官爵，后代在湖南桃源枫树乡回维村定居，或从商，或务农。翦伯赞的父亲翦万效是晚清秀才，兼通数学，中华民国成立后受聘担任中学数学教师，被称为“翦几何”，还曾担任常德中学、常桃汉沅联合县立中学校长。

### 早年
1916年进北京法政专门学校学习，不久又转入国立武昌商业专门学校，1919年毕业。1924年赴美国加利福尼亚大学攻读经济专业。回国後研究史学和历史哲学。

### 民國時期
1937年5月加入中国共产党，从1940年起，他长期在周恩来的直接领导下，在重庆、上海等地从事统一战线和理论宣传工作，完成了《中国史纲》第一卷、第二卷和《中国史论集》等。抗日战争期间，他撰写文章批判中国国民党，稱其政策“亲日独裁”。

### 中華人民共和國時期
1952年，全国高校院系调整，翦伯赞转到北京大学，任历史学系教授兼系主任长达16年，任北大副校长6年。1954年，中国史学会公布第一届理事会名单，郭沫若担任主席，吴玉章、范文澜担任副主席，他担任常务理事。史学会成立后，即着手编辑《中国近代史资料丛刊》，由徐特立、范文澜、翦伯赞、陈垣、郑振铎、向达、胡绳、吕振羽、华岗、邵循正、白寿彝为总编辑委员。历任第一届全国政协委员，第一、二、三届全国人民代表大会代表，中央民族事务委员会委员，中国科学院哲学社会科学部学部委员。
翦伯贊1952年嚴厲批判張東蓀的中間路線，1957年反右運動時著文嚴厲批判雷海宗、向達、榮孟源為史學界的右派。

#### 文革前观点
1961年高等学校文科教材编选计划会议决定，委托翦伯赞主编《中国史纲要》，作为高校文科中国通史教材之用。上级部门鼓励翦伯赞按照共产党平素所主张的观点来写，于是中国从西周时期进入封建社会的学说写进了教材。郭沫若、翦伯赞肯定吕振羽的主张“殷商是奴隶社会”，也为教科书所用。1958年毛泽东多次为曹操翻案，说曹操是天下大乱时期出现的“非常之人”、“超世之杰”，是“代表正义一方的。”翦伯赞在1959年2月发表《应该替曹操恢复名誉》一文，说：“曹操不仅是三国豪族中第一流的政治家、军事家和诗人，并且是中国封建统治阶级中有数的杰出人物，”长期把这样一个杰出人物当做奸臣，是不公平的。“我们应该替曹操摘去奸臣的帽子，替曹操恢复名誉。”毛泽东看了翦伯赞的文章后进一步发挥自己评曹操的观点，从评曹操这一特定历史人物的角度告诉人们：无产阶级就是要讲专政。
翦伯赞继承了顾颉刚的“华夏族羌人起源说”，指出“在野蛮时代之初，分布于甘肃、青海一带的诸羌之族，亦开始新的迁徙，一批批羌人走下昆仑山，来到东方，创造了中华民族的早期文明。”翦伯赞与费孝通、谭其骧、白寿彝、翁独健一同支撑起了‘自古论’和‘共创论’大厦的框架。
翦伯赞指出，“过去以至现在，都是以大汉族主义为中心，处理中国的历史，因此，过去以至现在的中国史著述(都不是中国史，而是大汉族史。但是大汉族史，不是中国史）。”“研究中国史，首先应该抛弃那种以大汉族主义为中心之狭义的种族主义的立场，把自己超然于种族主义之外，用极客观的眼光，把大汉族及其以外之中国境内的诸种族，都当作中国史构成的历史单位”。

#### 文革中被迫害自杀
文化大革命前，翦伯贊是历史学界历史主义派的主帅，研究了古代的许多历史事件。因其所持的让步政策的观点与毛泽东观点相左，以及反对姚文元对吴晗的《海瑞罢官》的批判，1960年代後期即被批判。
1951年2月，翦伯赞在《学习》杂志上发表《论中国古代的农民战争》，指出：“每一次大暴动都或多或少推动了中国封建社会的发展。因为在每一次大暴动之后，新的统治者，为了恢复封建秩序，必须对农民作某种程度的让步，这就是说，必须或多或少减轻对农民的剥削和压迫，这样就减轻了封建生产关系对生产力的拘束，使得封建社会的生产力又有继续发展的可能，这样就推动了中国历史的前进，因而中国历史上的每一个农民暴动或农民战争，可以说，都是中国封建社会向前发展的里程碑。”
1965年12月，《红旗》杂志发表戚本禹的文章《为革命而研究历史》，对翦伯赞的历史观点进行了批判，攻击翦伯赞的观点是“超阶级”、“纯客观”的资产阶级观点。12月21日，毛泽东发话：“戚本禹的文章很好，我看了三遍，缺点是没有点名。”1966年3月，《红旗》杂志又发表戚本禹等三人的文章《翦伯赞同志的历史观点应当批判》，给翦伯赞扣上“资产阶级史学代表人物”的帽子，说他的两篇文章是“反马克思主义的史学纲领”。1966年3月28日－30日，毛泽东在上海三次同康生、江青等人谈话，他说：北京市针插不进，水泼不进，要解散市委；中宣部是“阎王殿”，要“打倒阎王，解放小鬼”；说吴晗、翦伯赞是学阀，上面还有包庇他们的大党阀（指彭真）。
文化大革命初，被当作“反动学术权威”，被扣上“反对马克思主义”的帽子，备受肉体摧残，人格凌辱。毛泽东曾於中共八屆十二中全會上发出“最高指示”，特别提到“对北京大学的翦伯赞、冯友兰要给出路”。但江青的手下依然通过秘密成立的“翦伯赞专案组”，对其进行逼供，要求他证明1935年刘少奇与国民政府谈判时有变节行为。翦於1968年12月18日夜，夫妻双双吃下大量安眠药自杀身亡。死时口袋内有两张纸条，一张说“实在没有什么可交代的”；一张三呼毛主席万岁。

#### 官方平反
1978年8月，中共中央领导人邓小平亲自批示：“我认为应予昭雪”，为他彻底平反昭雪。1979年2月22日官方举办了他的追悼会。

## 家庭
- 长子翦斯平，又名翦天民，派名凝思，1943年从美国哈佛大学建筑桥梁专业，1946年赴莫斯科大学建筑系深造，1949年回到北京市，是北京、天津古城改造设计的决策人之一。
  - 孙女翦晏，翦斯平长女，中国大百科全书出版社副编审，北京市西城区人大代表，著作有《20世纪中国货币精品》等。
  - 孙女翦安，1949年生，翦斯平之次女，图书馆学专家，天津图书馆研究员，中国民主促进会会员。
  - 孙女翦宁，1951年8月出生，翦斯平三女，古钱币专家，中国国家博物馆副研究员，中国文物学会培训部讲授专家，北京市文保文物鉴定中心鉴定专家。
- 次子翦天聪（1921年7月—2007年8月16日），1944年从国立西南联合大学工学院机械系毕业，1945年从空军机械学校高级班毕业，先后出任湖南大学讲师、中南矿冶学院讲师，华中工学院讲师、副教授，华中理工大学教授。第六届全国政协常务委员。
  - 孙子翦大西，1954年6月出生，翦天聪次子，中国地震局地震研究所研究员兼硕士生导师。

## 著作
主编《中国史纲要》，著有《中国历史哲学教程》、《中国史论集》、《中国史纲》、《历史问题论丛》、《先秦史》、《秦漢史》等。

## 評價
余英時認為，翦伯赞對中國史的分期，代表了當時中國大陸史學界的正統，其中心系統不是從中國史的內部整理出來的，而是借自西方的現成模式。他在史學上的地位如何，恐怕要看後人是不是能從他的著作中繼續得到啟發。余英時称，燕京大學有「四大真空管」的說法，翦伯贊即為其中之一。「真空」指的是學問空疏。因翦伯贊「眉眼擠在一處」，鄧之誠的姨太太私下稱翦伯贊為「臭蟲」。